# 恒山早熟禾
恒山早熟禾（学名：Poa hengshanica）为禾本科早熟禾属下的一个种。